# Mercedes-Benz R 172
Der Mercedes-Benz R 172 ist ein Roadster von Mercedes-Benz. Das Cabriolet stellt die dritte Generation der SLK-Baureihe (ab 2016 SLC) dar und ist Nachfolger des Mercedes-Benz R 171. Gebaut wurde der R 172 im Mercedes-Benz Werk Bremen. Das Fahrzeug wurde erstmals auf der Qatar Motor Show vorgestellt. Die Händlerpremiere in Europa war am 26. März 2011. Im Februar 2019 kündigte Mercedes-Benz eine „Final Edition“ und das bevorstehende Produktionsende im März/April 2020 an, das sich infolge von Werksschließungen bedingt durch die COVID-19-Pandemie auf Juni 2020 verschob.

## Design

### Exterieur
Die für viele Roadster typisch lange Motorhaube blieb erhalten. Anstelle der an die Formel-1-Fahrzeuge angelehnten Form der Front ist der R 172 ab 2011 an einem Grill mit einer waagerechten Mittelstrebe, die den Stern im Grill trägt, erkennbar und einem breiten zentralen Lufteinlass darunter. Zwei Lufteinlässe sind außerdem im Ende der Motorhaube enthalten. Im Gegensatz zu den Vorgängern sind die Rückspiegel mit integrierten Blinkern wie schon im CLS auf den Türflanken angebracht. Die Scheinwerfer sind fast horizontal ausgerichtet und die Blinker befinden sich als LED-Leiste an deren unterem Ende. Darüber hinaus sind LED-Tagfahrlichtbänder in den seitlichen Einlässen der Frontschürze platziert. Die ansteigende Seitenlinie und das kurze Heck wurden beibehalten. Die im Haifischflossen-Design gehaltene Antenne (für DAB+ und Komfort-Telefonie) befindet sich auf dem Heck; dieses wird durch die in die Breite gezogenen LED-Leuchten optisch verbreitert.

### Interieur
Ebenso wie im Außendesign zeigen sich auch im Interieur große Ähnlichkeiten zum SLS AMG. So zeigt die gesamte Mittelkonsole Anleihen zum Supersportwagen. Auffällig sind die in Aluminium gehaltenen Lüftungsdüsen, die das Zentraldisplay umgeben. Darunter befindet sich eine bis hin zur Armauflage fließende Bedieneinheit, die aus zwei getrennten Abteilen besteht; oben beginnend mit der Bedienung des Radios und des Navigationssystems und darunter die Klimaregler. Die Bedienknöpfe sind aus Aluminium gefertigt.

## Ausstattung, Pakete und Sondermodelle

### Serienausstattung
Der R 172 hat serienmäßig ASR, ABS, BAS, ESP, ein 6-Gang-Schaltgetriebe beziehungsweise das 7-Gang-Automatikgetriebe 7G-Tronic Plus mit einer Schaltpunktanzeige und der Start-Stopp-Automatik ECO Start-Stopp, crashaktive Neck-Pro-Kopfstützen und sechs Airbags – zweistufige Airbags für Fahrer und Beifahrer, zwei Sidebags in den Sitzen, die den Oberkörper bei einem Seitenaufprall schützen und zwei Headbags in den Türen, die den seitlichen Kopfaufprallbereich abdecken, eine sich bei einem Aufprall um 85 Millimeter anhebende aktive Motorhaube, der Müdigkeitserkennung Attention Assist, eine Berganfahrhilfe, eine elektrische Feststellbremse, das Audiosystem Audio 20 CD mit einer USB-Schnittstelle in der Mittelkonsole sowie wärmedämmendes Glas und ein unten abgeflachtes, beledertes Multifunktions-Sportlenkrad im 3-Speichen-Design. Eine Lenkung mit Sicherheitslenksäule, die höhen- und längsverstellbar ist und eine Einzonen-Klimaanlage sind auch serienmäßig. Darüber hinaus ist dieses Modell mit einem adaptiv und blinkend wirkenden Bremslicht und dem von Mercedes-Benz Adaptive Brake genannten Bremssystem ausgestattet. Ebenso gehören der Fahrlicht-Assistent, Halogenscheinwerfer (H7), LED-Heckleuchten, Tagfahrlicht und ein Tempomat mit variabler Geschwindigkeitsbegrenzung Speedtronic mit Bremseingriff zur Serie.

### Sonderausstattung
Als Zusatzausstattung wurden eine Direktlenkung mit variabler Lenkkraftunterstützung und Lenkübersetzung, Lenkradschaltwippen, ein Sportfahrwerk mit um 10 mm tiefer gelegter Karosserie, eine Sitzheizung und ein Multifunktionslenkrad in Leder-/Holz-Ausführung angeboten. Außerdem waren das Intelligent Light System mit LED-Tagfahrlicht, der Abstandsregeltempomat Distronic Plus, Keyless-Go, eine Parktronic mit Parkführung und das Insassenschutzsystem Pre-Safe erhältlich. Weiterhin steht das Audio 20 CD mit einem integrierten CD-Wechsler, das auf Wunsch das integrierte Navigationssystem Becker Map Pilot umfasst und die Wiedergabe über ein 14,7 Zentimeter großes Farbdisplay erfolgt, oder das in 3D wiedergebende Multimedia-System Comand Online, das die Sprachsteuerung Linguatronic enthält, in der Ausstattungsliste. Der Bildschirm des Multimedia-Systems hat eine Diagonale von 17,8 Zentimetern. Darüber hinaus konnten das Surround-Soundsystem Harman Kardon Logic 7 mit zehn Lautsprechern und einer Leistung von 500 Watt, die Zwei-Zonen-Klimatisierungsautomatik Thermotronic, diverse sonnenreflektierende Lederpolsterungen und eine Vielzahl an Zierelementen bestellt werden.
Als Erweiterung des herkömmlichen Daches konnte ein getöntes Panorama-Variodach ohne oder mit Magic Sky Control bestellt werden.

### Ausstattungspakete

#### Sport-Paket AMG
Auf Wunsch war das Sport-Paket AMG erhältlich, das eine Front- und Heckschürze sowie Seitenschweller im AMG-Design, glanzgedrehte 18-Zoll-AMG-Leichtmetallräder im 5-Speichen-Design und spezielle LED-Tagfahrlichtbänder enthält. Dieses Paket ist an Scheinwerfern in dunkler Einfassung und durch abgedunkelte Heckleuchten erkennbar. Auf technischer Seite unterscheiden sich Fahrzeuge mit diesem Paket durch ein Sportfahrwerk mit um 10 mm tiefergelegter Karosserie, einen sportlicheren Motorsound und eine größere Bremsanlage mit gelochten Bremsscheiben.

Im Innenraum unterscheidet sich dieses Paket durch im Design geänderte Sitze, rote Ziernähte und rote Sicherheitsgurte. Weiterhin enthält das Sport-Paket AMG schwarze Fußmatten von AMG und ein perforiertes Multifunktions-Sportlenkrad mit Schaltwippen.

#### Fahrdynamik-Paket
Zum Fahrdynamik-Paket gehört eine um 10 mm tiefergelegte Karosserie, ein elektronisch geregeltes, vollautomatisches Dämpfungssystem und eine direkter abgestimmte Lenkung. Außerdem enthält das Paket die sogenannte Torque Vectoring Brake. Dies ist ein Bremssystem, das einseitige Bremseingriffe am kurveninneren Hinterrad vornimmt, um ein Untersteuern zu verhindern.

#### Memory-Paket
Das Memory-Paket speichert die individuellen Einstellungen für die Sitze, die Lenksäule und die Außenspiegel für bis zu drei Personen und enthält darüber hinaus für den Rückenbereich eine 4-Wege-Lordosenstütze. Zudem ist – ausschließlich im Memory-Paket – die Bordsteinautomatik enthalten (d. h. das Absenken des rechten Außenspiegels bei Einlegen des Rückwärtsgangs).

#### Innenraumlicht-Paket
Das Innenraumlicht-Paket bietet eine Vielzahl von im Innenraum und im Exterieur angebrachten Lichteinheiten. Dazu gehören beleuchtete Make-up-Spiegel, die Fußraumbeleuchtung, das illuminierte Ablagefach in der Mittelkonsole und die beleuchtete Ausstiegsleiste sowie die Außenbeleuchtung an der Unterseite der Außenspiegel.

### Sondermodelle

#### Edition 1
Zum Marktstart gab es auf Wunsch das Sondermodell Edition 1 u. a. mit der Sonderlackierung designo magno gletschergrau, welches das AMG Styling, das Fahrdynamik-Paket, das Panorama-Variodach, Airscarf und Ambientebeleuchtung SOLAR rot sowie weitere besondere Ausstattungsmerkmale beinhaltet. Darüber hinaus ist dieses Modell an designo-Veloursfußmatten und zweifarbigen designo-Ledersitzen in schwarz/titan pearl zu erkennen; auch die Kopfstützen, Arm- und Handauflagen sind mit designo Leder schwarz mit Doppelziernaht in designo titan bezogen. An den Kotflügeln sind Edition 1-Plaketten angebracht.

#### Roadster pur
Das Sondermodell Roadster pur war nur sehr kurze Zeit (vom 1. Juni bis 31. Juli 2011) bestellbar und musste bis zum 31. Dezember 2011 ausgeliefert werden.

Dabei handelt es sich um den SLK 200 BlueEFFICIENCY, der nur mit wenigen Sonderausstattungen kombiniert werden konnte. Dazu zählen: Das 7-Gang-Automatikgetriebe 7G-Tronic Plus mit Lenkrad-Schaltpaddles, das Panorama-Variodach sowie das Multimedia-System Comand Online mit einem Navigationspaket. Serienmäßig verfügt dieses Sondermodell über 18 Zoll große Leichtmetallräder im 5-Doppelspeichen-Design, ein um 10 mm tiefergelegtes Sportfahrwerk, LED-Tagfahrlicht, Metalliclack und Leder inklusive einer Sitzheizung. Die Metallic-Lackierung konnte – aber ohne Minderung des Kaufpreises – gegen einen Uni-Lack getauscht werden.

#### CarbonLOOK Edition
Der SLK CarbonLOOK Edition war ab März 2014 bestellbar.

Das AMG Styling sorgt bei dieser Edition für einen sportlicheren Auftritt.

Die CarbonLOOK Edition war verfügbar für die Modelle SLK 200, SLK 250, SLK 350 sowie SLK 250 CDI. Der Preisvorteil gegenüber den Basisversionen betrug bis zu 25 %.
Wesentliche Merkmale des Exterieurs:
- AMG Frontschürze
- AMG Seitenschwellerverkleidungen
- AMG Heckschürze
- titangrau lackierte, glanzgedrehte AMG-Leichtmetallräder im 5-Speichen-Design
- Scheinwerfer mit dunkler Einfassung
- abgedunkelte Heckleuchten
- Überrollbügel mit Einleger in eloxiertem Aluminium
- „CarbonLOOK“-Plakette im Spiegeldreieck

Wesentliche Merkmale des Interieurs:
- zweifarbige Polsterung in Leder Nappa schwarz und designo titangrau pearl mit auffallenden Paspeln in Limettengrün an den Sitzen und im Türmittelfeld
- carbongeprägte Lederkopfstützen
- AMG Zierelemente aus Echt-Carbon
- Velourfußmatten mit Einfassungen in Limettengrün und Edition-Logo
- Schalt- oder Wählhebel und Schalthebelmanschette mit Leder Nappa schwarz bezogen
- Kombiinstrument in Zielflaggenoptik
- Lenkradschaltpaddles bei Automatikfahrzeugen
- Sitzheizung
- AIRSCARF Kopfraumheizung

#### RedArt EditionundAMG RedArt Edition
Der SLC RedArt Edition und AMG RedArt Edition war ab Januar 2017 bestellbar, Markteinführung war im April 2017.

Die roten Designelemente geben der RedArt Edition ihren Namen, die Sonderlackfarbe designo iridiumsilber magno und die 18 Zoll großen Leichtmetallräder ihren sportlichen Auftritt. Zusammen machen sie dieses Sondermodell nicht nur an Sommertagen zum idealen Fluchtfahrzeug aus dem Alltag, sondern lassen auch den Auftritt in geschlossenem Zustand mehr als nur schön erscheinen.

#### Final Edition
Ab Ende Februar 2019 gab es im Rahmen der "Lines und Design-Pakete" auch das Sondermodell SLC Final Edition.

Ausstattungselement dieser Edition im Exterieur ist die AMG Line, d. h. ein AMG Styling bestehend aus Front- und Heckschürze, Diamantgrill mit Pins in Chrom und verchromter Lamelle, Sportfahrwerk mit Tieferlegung (abwählbar oder Tausch gegen Fahrdynamik-Paket), schaltbarer Sport-Abgasanlage (für SLC 200, Serie im SLC 300), größere Bremsanlage vorn mit gelochten Bremsscheiben sowie Bremssätteln mit Schriftzug "Mercedes-Benz", schwarz hochglänzende AMG-Leichtmetallräder im 5-Speichen-Design und Sondermodell-Plaketten (Final Edition) mit verchromter Finne auf den Kotflügeln.
Für die sechs erhältlichen Lackierungen (schwarz, obsidianschwarz, selenitgrau, sonnengelb, polarweiß und diamantweiß bright) gibt es die Stoßfänger vorn und hinten im AMG Styling, aber verschiedene Lackierungen bzw. Verchromungen der Zierstäbe im unteren Bereich, der Frontwings, der Grundfläche des Zentralsterns, des Frontsplitters, der Türgriffe, der Spiegel und der Heckspange.

Das Interieur ist wie folgt zusammengestellt: AMG Sportsitze in zweifarbigem (schwarz/silber pearl) Nappaleder mit Ledereinsätzen (Carbon-Optik und Logo-Stickung) in den Kopfstützen; Sitzspiegel, Lehne und Auflage in Silberpearl und Dinamica, Ziernähte in Alpakagrau. Die Sicherheitsgurte sind ebenfalls in Alpakagrau, die Türverkleidung mit Türmittelfeld in Silberpearl und Schwarz gehalten. Airscarf, Sitzheizung und das Memory-Paket vervollständigen neben dem AMG-Multifunktions-Sportlenkrad in Nappaleder und schwarzen Nähten, der Armauflage in der Mittelkonsole mit Ziernaht Alpakagrau und dem Wählhebel in Carbonleder mit silbernem SLC-Schriftzug die Innenausstattung.

### Modellpflege und Facelift
Dezember 2011:
- Lieferung SLK 55 AMG und SLK 250 CDI (nur mit 7G-Tronic Automatikgetriebe)
- SLK 250 serienmäßig mit Schaltgetriebe, 7G-Tronic wird Sonderausstattung

Mai 2012 Lieferung Modelljahr 2013:
- SLK 250 CDI serienmäßig mit Schaltgetriebe, 7G-Tronic wird Sonderausstattung
- Totwinkel-Assistent und Spurhalte-Assistent im Fahrassistenz-Paket integriert
- Intelligent Light System inkl. im adaptiven Fernlicht-Assistent
- Lackierung Perlbeige metallic entfällt
- Lackierung Diamantsilber metallic neu

November 2012:
- Panorama-Variodach getönt wird Serienausstattung

Mai 2013 Lieferung Modelljahr 2014:
- SLK 250 CDI Leistungsmax. nun bei 3800 min−1 (ursprünglich bei 4200 min−1)
- Adaptiver Fernlicht-Assistent nicht mehr Bestandteil des Intelligent Light Systems
- Sondermodell Edition 1 entfällt
- designo Leder Exklusiv platinweiß pearl (zweifarbig) entfällt
- Lackierungen Calcitweiß uni und Galenitsilber metallic entfallen
- Lackierungen Polarweiß uni und Hyazinthrot metallic neu (letzteres ab 4. Quartal 2013 lieferbar)
- SLK 350 und SLK 55 AMG mit farbigem Multifunktionsdisplay
- Sport-Paket AMG umbenannt in AMG-Line
- Sportpaket neu (ähnlich Sport-Paket AMG, jedoch ohne Spoilerpaket)
- Leichtmetallfelge 5-Speichen-Design in Tremolitgrau lackiert optional

Mai 2015:
- SLK 200: Hubraum auf 1991 cm³ erhöht, Drehmoment: 300 Nm (+30 Nm)
- Das 6-Gang Schaltgetriebe wird überarbeitet
- neues Modell SLK 300: ersetzt den SLK 250, Leistung: 180 kW (245 PS) (+30 kW/41 PS), Drehmoment: 370 Nm (+60 Nm)
- 9-Gang Automatikgetriebe 9G-Tronic im SLK 250 d und SLK 300 Serienausstattung (im SLK 200 optional)
- alle Motoren erfüllen jetzt die Euro 6 Norm
- LED-Tagfahrlicht nun Serienausstattung in allen Modellen
- Optional LTE-fähige Komforttelefonie erhältlich
- Zwei neue Lackierungen: Selenit grau metallic und designo Cerussit grau magno erhältlich

März 2016:
- Facelift und Umbenennung in SLC, damit Verweis auf die enge Verwandtschaft zur C-Klasse
- neues Topmodell AMG SLC 43 und neues Einstiegsmodell SLC 180
- 9-Gang Automatikgetriebe 9G-Tronic im SLC 250 d, SLC 300 und SLC AMG 43 Serienausstattung (im SLC 180 und 200 optional)
- Anpassung der Frontpartie an die aktuelle Designlinie, damit serienmäßig ein Diamantgrill

## Innovationen

### Magic Sky Control
Erstmals gibt es das von Mercedes-Benz Magic Sky Control genannte schaltbare Glasdach in der automobilen Großserie. Dabei handelt es sich um ein Glasdach, das so zuvor nur aus dem Maybach bekannt war. Der Unterschied zu normalen Glasdächern besteht darin, dass das Magic Sky Control die Wärme und die Strahlen der Sonne aus dem Innenraum abhält; es lässt sich variabel abdunkeln oder aber auch aufhellen. Im eingeschalteten Modus liegt die Temperatur auf Interieurteilen wie Armauflagen um bis zu zehn Grad Celsius unter den Werten mit konventionellem Grünglas.
Das Dach funktioniert durch die Physik eines Platten-Kondensators: Wird eine elektrische Spannung an die Glaskonstruktion angelegt, richten sich Teilchen im Glasaufbau so aus, dass Licht die Scheibe durchdringen kann. Bleibt die Spannung hingegen ausgeschaltet, bleiben die Partikel zufällig ausgerichtet. Dadurch wird das Licht teilweise blockiert, und die Scheibe bleibt dunkel. Demnach erwärmt sich der Innenraum weniger stark und die Klimaanlage wird entlastet, wenn das Dach dunkel geschaltet ist.

### Airguide
Als Alternative zum normalen Windschott wurde für die dritte Generation des SLK/SLC ein neues Windschottsystem namens Airguide entwickelt. Dabei handelt es sich genau genommen um ein Drehscheiben-Windschott, das aus an den Überrollbügeln angebrachten durchsichtigen Kunststoffscheiben besteht; um Luftströmungen zu verhindern, sind diese zur Fahrzeugmitte hin schwenkbar.

## Technische Daten
Zur Markteinführung standen drei Ottomotoren mit Direkteinspritzung zur Auswahl. Die zwei 1,8 Liter großen und turboaufgeladenen Reihenvierzylinder-Ottomotoren im SLK 200 und SLK 250 leisten 135 kW (184 PS) und 150 kW (204 PS). Das vorläufige Topmodell SLK 350 kommt auf eine Leistung von 225 kW (306 PS) aus 3,5 Litern Hubraum. Bis auf das Einstiegsmodell SLK 200, das serienmäßig mit einem 6-Gang-Schaltgetriebe daherkommt, verfügen die beiden stärkeren Modelle beim Marktstart über das weiterentwickelte 7-Gang-Automatikgetriebe 7G-Tronic Plus, das auf Wunsch auch für den SLK 200 erhältlich ist; ab Dezember 2011 wird auch der SLK 250 ab Werk mit dem 6-Gang-Schaltgetriebe ausgeliefert. Außerdem verfügen alle Modelle serienmäßig über das ECO-Start-Stopp-System. Eine AMG-Version wurde auf der IAA 2011 vorgestellt, diese Version weist eine Weiterentwicklung der Zylinderabschaltung auf. Die Einführung des ebenfalls auf der IAA 2011 vorgestellten 2,1 Liter großen Reihenvierzylinder-Dieselmotors im SLK 250 CDI erfolgte Anfang 2012. Dieser wurde zu Beginn nur mit dem 7-Gang-Automatikgetriebe 7G-Tronic Plus ausgeliefert, ab April 2012 war das 6-Gang-Schaltgetriebe mit Start-Stopp-Automatik serienmäßig. Im August 2017 stellte Mercedes-Benz den Verkauf der Dieselvariante ein.
| Kenngrößen                                  | SLC 180                          | SLK 200 (1)                       | SLC 200                           | SLK 250 (1)                       | SLC 300                          | SLK 350 (1)                       | Mercedes-AMG SLC 43               | Mercedes-AMG SLC 43               | SLK 55 AMG                                       | SLK 250 CDI (1)                     | SLC 250 d                        |
| Bauzeitraum                                 | 01/2016–05/2019                  | 03/2011–04/2015                   | 05/2015–06/2020                   | 03/2011–04/2015                   | 05/2015–06/2020                  | 03/2011–01/2016                   | 01/2016–05/2018                   | 06/2018–06/2020                   | 01/2012–04/2015                                  | 01/2012–04/2015                     | 05/2015–04/2017                  |
| Motorkenndaten                              |                                  |                                   |                                   |                                   |                                  |                                   |                                   |                                   |                                                  |                                     |                                  |
| Motorbezeichnung *                          | M 274 DE 16 AL                   | M 271 DE 18 AL                    | M 274 DE 20 AL                    | M 271 DE 18 AL                    | M 274 DE 20 AL                   | M 276 DES 35                      | M 276 DE 30 AL                    | M 276 DE 30 AL                    | M 152 DE 55                                      | OM 651 DE 22 LA                     | OM 651 DE 22 LA                  |
| Motortyp                                    | R4-Ottomotor                     | R4-Ottomotor                      | R4-Ottomotor                      | R4-Ottomotor                      | R4-Ottomotor                     | V6-Ottomotor                      | V6-Ottomotor                      | V6-Ottomotor                      | V8-Ottomotor                                     | R4-Dieselmotor                      | R4-Dieselmotor                   |
| Gemischaufbereitung                         | Direkteinspritzung               | Direkteinspritzung                | Direkteinspritzung                | Direkteinspritzung                | Direkteinspritzung               | Direkteinspritzung                | Direkteinspritzung                | Direkteinspritzung                | Direkteinspritzung                               | Common-Rail-Direkteinspritzung      | Common-Rail-Direkteinspritzung   |
| Motoraufladung                              | Turbolader                       | Turbolader                        | Turbolader                        | Turbolader                        | Turbolader                       | —                                 | Biturbo                           | Biturbo                           | —                                                | Biturbo                             | Biturbo                          |
| Hubraum                                     | 1595 cm³                         | 1796 cm³                          | 1991 cm³                          | 1796 cm³                          | 1991 cm³                         | 3498 cm³                          | 2996 cm³                          | 2996 cm³                          | 5461 cm³                                         | 2143 cm³                            | 2143 cm³                         |
| max. Leistung                               | 115 kW (156 PS) bei 5300/min     | 135 kW (184 PS) bei 5250/min      | 135 kW (184 PS) bei 5500/min      | 150 kW (204 PS) bei 5500/min      | 180 kW (245 PS) bei 5500/min     | 225 kW (306 PS) bei 6500/min      | 270 kW (367 PS) bei 5500–6000/min | 287 kW (390 PS) bei 5500–6000/min | 310 kW (422 PS) bei 6800/min                     | 150 kW (204 PS) bei 3800/min (5)    | 150 kW (204 PS) bei 3800/min (5) |
| max. Drehmoment                             | 250 Nm bei 1200–4000/min         | 270 Nm bei 1800–4600/min          | 300 Nm bei 1200–4000/min          | 310 Nm bei 2000–4300/min          | 370 Nm bei 1300–4000/min         | 370 Nm bei 3500–5250/min          | 520 Nm bei 2000–4200/min          | 520 Nm bei 2500–5000/min          | 540 Nm bei 4500/min                              | 500 Nm bei 1600–1800/min            | 500 Nm bei 1600–1800/min         |
| Kraftübertragung                            |                                  |                                   |                                   |                                   |                                  |                                   |                                   |                                   |                                                  |                                     |                                  |
| Antrieb, serienmäßig                        | Hinterradantrieb                 | Hinterradantrieb                  | Hinterradantrieb                  | Hinterradantrieb                  | Hinterradantrieb                 | Hinterradantrieb                  | Hinterradantrieb                  | Hinterradantrieb                  | Hinterradantrieb                                 | Hinterradantrieb                    | Hinterradantrieb                 |
| Getriebe, serienmäßig                       | 6-Gang-Schaltgetriebe            | 6-Gang-Schaltgetriebe             | 6-Gang-Schaltgetriebe             | 6-Gang-Schaltgetriebe (2)         | Neunstufen-Automatik (9G-Tronic) | 7-Gang-Automatik (7G-Tronic Plus) | Neunstufen-Automatik (9G-Tronic)  | Neunstufen-Automatik (9G-Tronic)  | 7-Gang-Automatik (AMG Speedshift Plus 7G-Tronic) | 6-Gang-Schaltgetriebe (4)           | Neunstufen-Automatik (9G-Tronic) |
| Getriebe, optional                          | Neunstufen-Automatik (9G-Tronic) | 7-Gang-Automatik (7G-Tronic Plus) | Neunstufen-Automatik (9G-Tronic)  | 7-Gang-Automatik (7G-Tronic Plus) | –                                | –                                 | –                                 | –                                 | –                                                | 7-Gang-Automatik (7G-Tronic Plus)   | –                                |
| Messwerte                                   |                                  |                                   |                                   |                                   |                                  |                                   |                                   |                                   |                                                  |                                     |                                  |
| Höchstgeschwindigkeit                       | 226 km/h [223 km/h]              | 240 km/h [237 km/h]               | 240 km/h [237 km/h]               | 244 km/h [243 km/h]               | 250 km/h (9)                     | 250 km/h (9)                      | 250 km/h (9)                      | 250 km/h (9)                      | 250 km/h (9) [280 km/h] (3) (9)                  | 244 km/h [243 km/h]                 | 245 km/h                         |
| Beschleunigung, 0–100 km/h                  | 7,9 s [8,1 s]                    | 7,3 s [7,0 s]                     | 7,0 s [6,9 s]                     | 6,5 s [6,6 s]                     | 5,8 s                            | 5,6 s                             | 4,7 s                             | 4,7 s                             | 4,6 s                                            | 6,5 s [6,7 s]                       | 6,6 s                            |
| Kraftstoffverbrauch auf 100 km (kombiniert) | 5,6 l Super [5,6 l Super]        | 6,4–6,8 l Super [6,1–6,5 l Super] | 6,1–6,6 l Super [5,7–6,1 l Super] | 6,9–7,3 l Super [6,2–6,6 l Super] | 6 l Super Plus                   | 7,1 l Super                       | 7,8 l Super Plus                  | 8,2 l Super Plus                  | 8,4 l Super Plus                                 | 4,8–5,0 l Diesel [4,9–5,0 l Diesel] | 4,4–4,7 l Diesel                 |
| CO2-Emission (kombiniert)                   | 127 g/km [128 g/km]              | 149–158 g/km [142–151 g/km]       | 142–154 g/km [133–143 g/km]       | 160–169 g/km [144–153 g/km]       | 138 g/km                         | 167 g/km                          | 178 g/km                          | 186 g/km                          | 195 g/km                                         | 124–129 g/km [128–132 g/km]         | 114–123 g/km                     |
| Abgasnorm nach EU-Klassifikation            | Euro 6d-TEMP (8)                 | Euro 5                            | Euro 6d-TEMP (8)                  | Euro 5                            | Euro 6d-TEMP (8)                 | Euro 6 (7)                        | Euro 6                            | Euro 6d-TEMP                      | Euro 6 (6)                                       | Euro 5                              | Euro 6                           |

Werte in eckigen Klammen [ ] gelten für Fahrzeuge mit Automatikgetriebe
* Die Motorbezeichnung ist wie folgt verschlüsselt:
M = Motor (Otto), OM = Ölmotor (Diesel), Baureihe = 3-stellig, DE = Direkteinspritzung, S = Sportmotor, Hubraum = Deziliter (gerundet), A = Abgasturbolader, L = Ladeluftkühlung, LA = wie AL

## Sonstiges
- Neben den oben genannten Modellen wurde ab 2017 auch ein Modell SLC 260 produziert, welches in einigen Märkten außerhalb Europas angeboten und mit 115 kW (211 PS) zwischen dem SLC 200 und dem SLC 300 positioniert war.
- Das Kofferraumvolumen der dritten Generation des SLK/SLC variiert zwischen 225 Litern bei geöffnetem und 335 Litern bei geschlossenem Dach. Die Zuladung wird bei allen Modellen mit 315 Kilogramm angegeben.[13]
- Der {\displaystyle c_{w}}-Wert beträgt zwischen 0,30 und 0,33.[13]
- Der Tankinhalt liegt im Serienumfang bei 60 Litern,[13] auf Wunsch kann ein 70-Liter-Tank[14] geordert werden.
- Für den R 172 entschieden sich im Jahr 2011 26.756 Kunden.[15]
- Im Jahr 2012 wurden 31.809 Fahrzeuge ausgeliefert.